# بيترو باتلر
بيترو باتلر (بالإنجليزية: Simone Butler)‏ هي موسيقية بريطانية، ولدت في 1978 في إنجلترا في المملكة المتحدة.